# بوضة (الدرعية)
بوضة، قرية من قرى محافظة الدرعية، والتابعة لمنطقة الرياض في السعودية. وتبعد بوضة عن محافظة الدرعية بمسافة تقارب 28 كم.